# 3 000 mètres steeple masculin aux Jeux olympiques d'été de 1932
Pour un article plus général, voir Athlétisme aux Jeux olympiques d'été de 1932.
Navigation
Amsterdam 1928 Berlin 1936
L'épreuve du 3 000 mètres steeple masculin aux Jeux olympiques de 1932 s'est déroulée les 1er et 6 août 1932 au Memorial Coliseum de Los Angeles, aux États-Unis.  Elle est remportée par le Finlandais Volmari Iso-Hollo.

## Résultats

### Finale
| Rang               | Athlète           | Pays            | Temps   | Notes |
| ------------------ | ----------------- | --------------- | ------- | ----- |
| Médaille d'or      | Volmari Iso-Hollo | Finlande        | 10:33.4 |       |
| Médaille d'argent  | Tom Evenson       | Grande-Bretagne | 10:46.0 |       |
| Médaille de bronze | Joe McCluskey     | États-Unis      | 10:46.2 |       |
| 4                  | Martti Matilainen | Finlande        | 10:52.4 |       |
| 5                  | George Bailey     | Grande-Bretagne | 10:53.2 |       |
| 6                  | Glen Dawson       | États-Unis      | 10:58.0 |       |
| 7                  | Giuseppe Lippi    | Italie          | 11:04.0 |       |
| 8                  | Walter Pritchard  | États-Unis      | 11:04.5 |       |
| 9                  | Verner Toivonen   | Finlande        | 11:10.2 |       |
| 10                 | Nello Bartolini   | Italie          | 11:29.0 |       |

## Légende
Records et Performances
- AR : Record continental (area record)
- CR : Record des championnats (championship record)
- MR : Record du meeting (meet record)
- NR : Record national (national record)
- OR : Record olympique (olympic record)
- PR : Record paralympique (paralympic record)
- PB : Record personnel (personal best)
- SB : Meilleure performance personnelle de la saison (season's best)
- WL : Meilleure performance mondiale de l'année (world leader)
- WJR : Record du monde junior (world junior record)
- WR : Record du monde (world record)

Circonstances et Conditions
- DNF : N'a pas terminé (did not finish)
- DNS : N'a pas pris le départ (did not start)
- DQ : Disqualification (disqualification)
- NM : Aucun essai valable enregistré (No Mark)
- Q : Qualifié « directement » au prochain tour (ou à la prochaine compétition), lors d'une compétition majeure, grâce au classement ou à la réalisation des minima (automatic qualifier)
- q : Qualifié au prochain tour (ou à la prochaine compétition), lors d'une compétition majeure, grâce au repêchage ou à la réalisation de l'une des meilleures performances parmi celles des « non qualifiés directement » (grâce au meilleur temps ou à la meilleure distance par exemple) (secondary qualifier)